# Памятный знак баржестроителям
Памятный знак баржестроителям (также памятник работникам судоверфи) — памятник в городе Сясьстрой (Волховский район Ленинградской области). Располагается в зелёной зоне между улицей 25 Октября и берегом реки Валгомка близ её впадения в реку Сясь. Установлен в память о работниках Сясьской судоверфи, трудившихся на ней в годы блокады Ленинграда и Великой Отечественной войны.

## История
Временная Сясьская судоверфь была основана зимой 1942 года по решению Государственного комитета обороны на базе лесопильного завода Сясьского ЦБК. Строительство верфи велось при помощи ленинградских инженеров; кроме того, из Великого Устюга и с других тыловых верфей в Сясьстрой прибыло около 100 мастеров деревянного судостроения и около 2000 мобилизованных рабочих, из которых был организован строительный батальон. Также на верфи трудились женщины, старики и подростки — жители Сясьстроя и близлежащих деревень. В течение 1942 года Сясьская верфь построила 31 деревянную озёрную баржу упрощённой конструкции грузоподъемностью 385 тонн каждая. Баржи предназначались для эвакуации населения и промышленного оборудования из блокадного Ленинграда по Ладожскому озеру, а также для доставки в осаждённый город боеприпасов, продовольствия и медикаментов. Всего за годы войны на верфи было построено около ста большегрузных барж.

## Описание памятника
Памятный знак представляет собой природный валун из красного гранита, на котором укреплена мемориальная табличка. По бокам от валуна установлены два чугунных речных якоря. Монумент помещён на невысокий постамент.
Текст на табличке гласит:
«Здесь в годы Великой Отечественной войны действовала Сясьская судоверфь. 20 мая 1942 года с её стапелей сошла первая баржа. Суда Сясьской судоверфи доставляли военные и продовольственные грузы по Дороге жизни в блокадный Ленинград»
Установлен 27 мая 1993 года.